# 巴恩斯利
巴恩斯利是位於英格蘭南约克郡的一個鎮，位於迪尔恩河（River Dearne）流域，谢菲尔德以北11.8英里（19公里），利兹以南17英里（27公里）和唐卡斯特以西14.5英里（23公里）。巴恩斯利被多條細小鄉村包圍，並組成巴恩斯利都市自治市，而巴恩斯利是當中最大的行政中心。整個都市自治市在「2011年英國人口統計」（2001 UK Census）有人口218,063人；而「巴恩斯利市區」（Barnsley Urban Area）佔71,599人。
歷史上巴恩斯利是約克郡西區的一部分，之前是一個以煤矿和製造玻璃而著名的工業重鎮，現時鎮內仍有少量製造玻璃工廠和煉焦廠，雖然這些工業於20世紀已經衰退，但巴恩斯利的本地文化仍然植根於這些工業遺產；巴恩斯利有演奏銅管樂的傳統，正是源於採礦的社區。
位於M1高速公路36和38連接點之間，設有一個哈莱姆線（Hallam Line）和佩尼斯通線（Penistone Line）途經的鐵路站。巴恩斯利足球俱乐部是當地的足球會。

## 歷史
1086年的《末日审判书》是最早提及巴恩斯利這個地方的古代文獻。

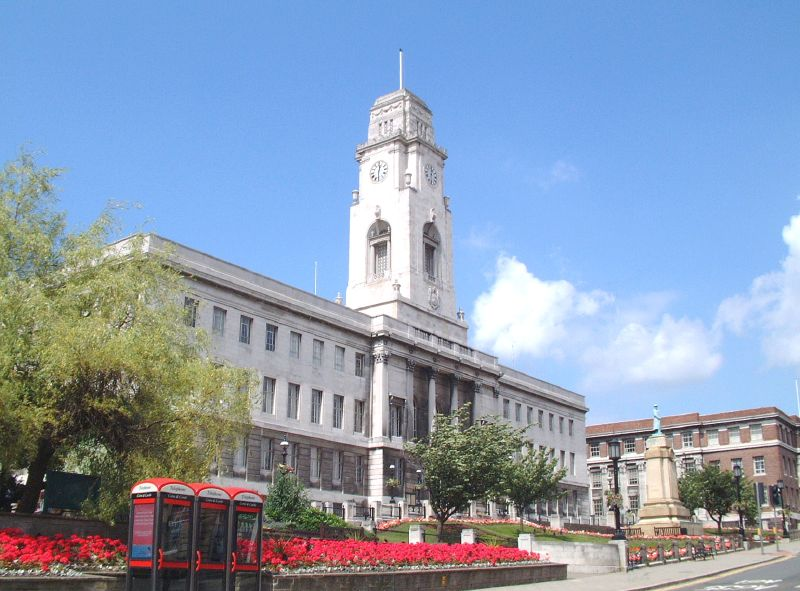
於1933年12月14日揭幕的巴恩斯利鎮會堂是巴恩斯利都市自治市本地政府所在地

## 經濟
巴恩斯利雖然以煤矿而聞名，其實礦場是位於周圍的鄉村而非城鎮本身。就算在從前採礦業人口比例的變化亦極大。「巴恩斯利主煤礦」（Barnsley Main）位於鎮內，但規模細小，於1991年正式關閉；全部位於自治市內的礦場已經關閉；「金德索普」（Goldthorpe）在1994年關閉，是最後一個關閉的礦場。鐵線、紡織和製造玻璃亦是主要的工業，但只有製造玻璃仍然存在，有一間大工廠仍然繼續生產。鎮的盾徽正正包含一名煤礦工人和一名吹玻璃工人。巴恩斯利現時逐步邁向服務業經濟。截止於2007年7月，失業率在西班士利和佩尼斯通（Barnsley West & Penistone）為2.8%、在中班士利（Barnsley Central）為4.2%及在東班士利和梅克斯伯勒（Barnsley East & Mexborough）為4.0%，而全國的平均失業率則為3.1%。自從1997年開始，失業率在上述3個地區分別減少55.2%、52.5%及52.5%。

巴恩斯利盾徽

自治市的西半部由M1高速公路一直伸展至山頂地區的邊緣，主要是鄉郊社區。西部地區包括佩尼斯通（Penistone）及一些著名景點，包括：「溫特沃思城堡及花園」（Wentworth Castle & Gardens）、「大炮會堂博物館及花園」（Cannon Hall Museum & Gardens）、「考索恩维多利亚银禧博物館」（Cawthorne Victoria Jubilee Museum）、「沃特利會堂及花園」（Wortley Hall & Gardens）、「沃特利上鐵廠」（Wortley Top Forge）和「锅子馆村庄」（Pot House Hamlet）。
2002年巴恩斯利與合作伙伴進行一個稱為「反思巴恩斯利」（Rethinking Barnsley）的諮詢計劃。導致一個稱為「再造巴恩斯利」（Remaking Barnsley）以巴恩斯利鎮中心為主的重建計劃。發展包括一個新的交通交匯處、在舊「思域會堂」加建一座新文化中心、一個數碼媒體中心及在整個鎮中心區域的新辦公室和住宅。同時於M1高速公路於37號和36號出口處及迪爾恩河谷（Dearne Valley）興建商業園，因此在當地增加就業機會，現時的失業率已在全國平均失業率之下。

### 鎮中心

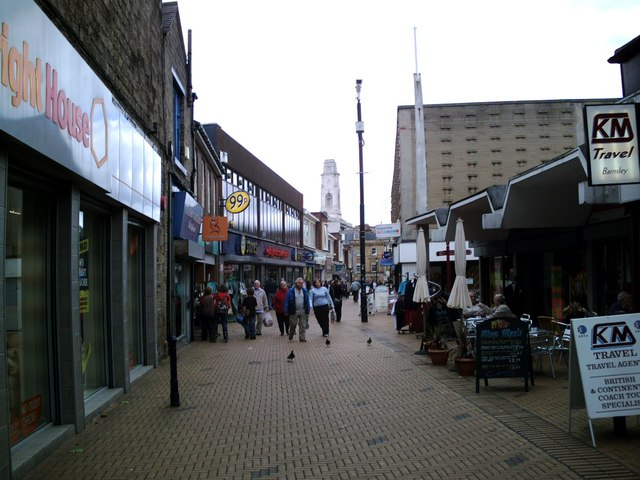
名市雲集的市場街

巴恩斯利鎮中心的主要部分於1960年代期間興建，一如其他城鎮中心，隨著時日而逐漸失去昔日光采。環繞齐普赛（Cheapside）和五月節草坪（May Day Green）的地區被稱為都會中心（metropolitan centre），設有市場和很多全國性的連鎖商店，如馬莎百貨、WH史密斯（W H Smith）、HMV、手機倉庫（Carphone Warehouse）、沃达丰、普施（Boots）及Body Shop。整個區域於2009年拆卸以供重建零售和休閒發展之用。於1991年揭幕的「巴恩斯利商場」（The Mall Barnsley）設有如「Next」和普萊馬克（Primark）等零售商。其他著名的地區包括設有馬莎百貨、「Topshop」、「Topman」、沃利斯（Wallis）和多萝西·帕金斯（Dorothy Perkins）等店鋪的皇后街（Queen Street）、市場街（Market Street）、艾尔登街（Eldon Street）和設有大部分巴恩斯利獨立設計師的零售店的拱廊（The Arcade）。而中心區域亦是酒吧的集中地，亦有一所「柏克匯電影院」（Parkway cinema）。
在鎮中心以外亦設有無數的大型零售店、零售園和超級市場，包括「ASDA」、莫里森斯（Morrisons）、PC世界（PC World）、「Currys」、哈尔福斯（Halfords）和「B&Q」等。
在鎮中心的新購物中心興建工程將於2012年開工。部分商店如沃达丰和哈利法克斯銀行（Halifax Bank）已在鎮內開設新分店。

### 發展

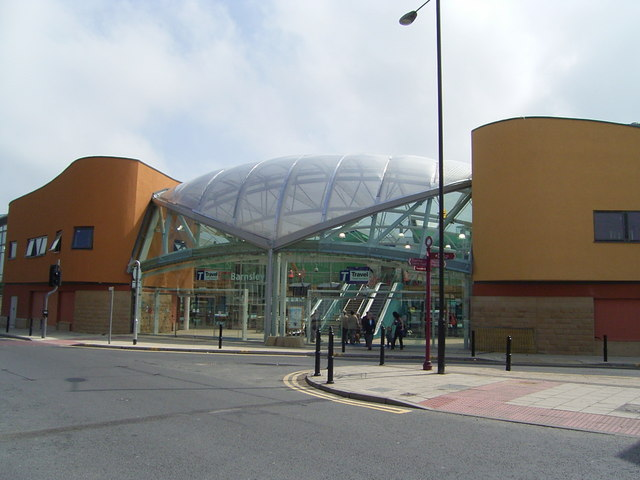
巴恩斯利交匯處

巴恩斯利鎮中心正在不斷改變中，進行中的計劃包括：
- 新巴恩斯利交匯處（Barnsley Interchange）；
- 數碼媒體中心（The digital media centre）；
- 門樓廣場（Gateway Plaza），第一期已完工，第二期工程剛展開；
- 綜合市場中心（The Markets complex），置有巴恩斯利市場（Barnsley Markets）及鎮內的零售中心，德贝纳姆百货公司（Debenhams）將會進駐；
- 巴恩斯利學院（Barnsley College）。

## 地標

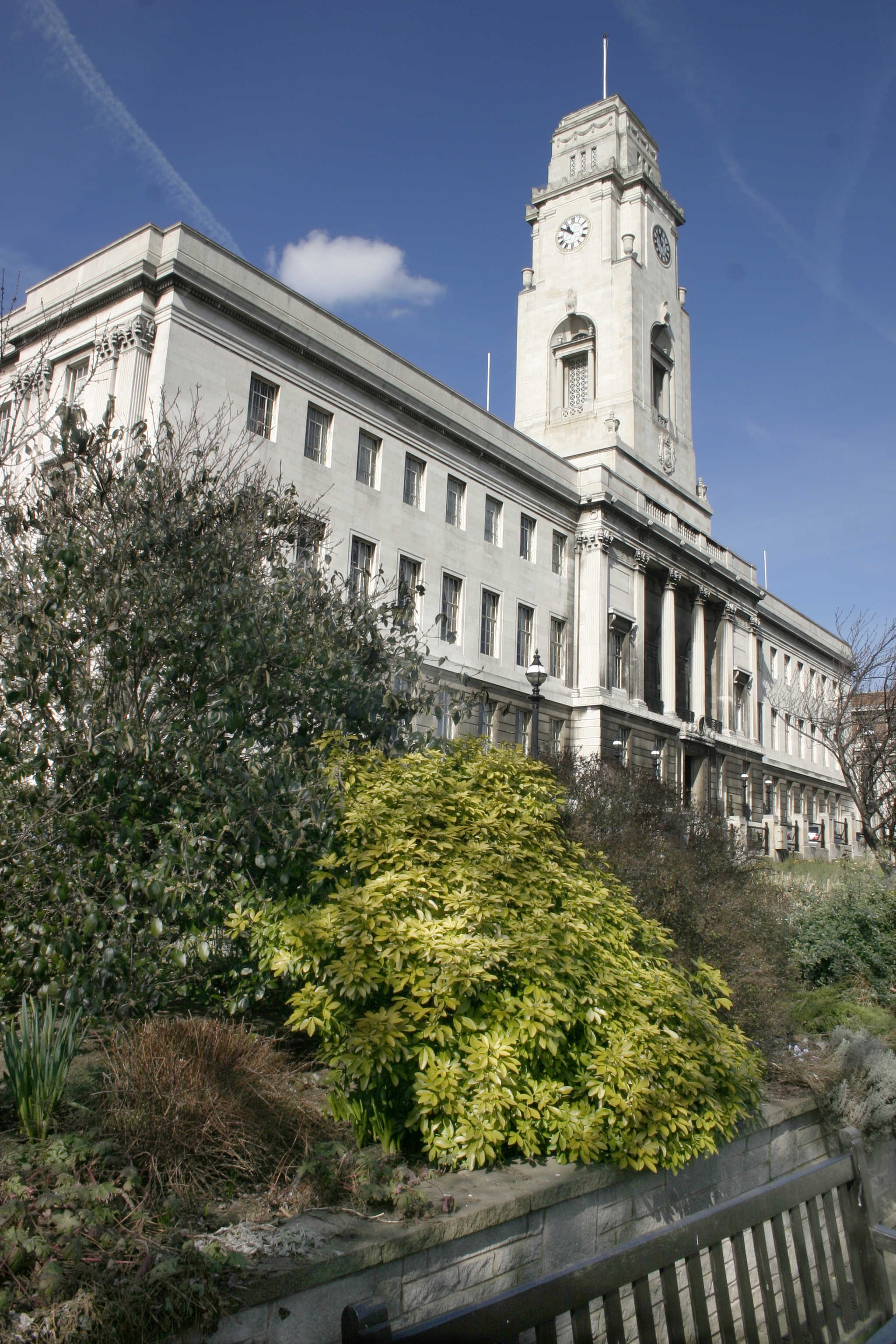
巴恩斯利鎮會堂

- 阿罕布拉購物中心（Alhambra Shopping Centre）
- 巴恩斯利學院（Barnsley College）
- 巴恩斯利鎮會堂（Barnsley Town Hall）
- 大炮會堂博物館、公園及花園（Cannon Hall Museum, Park & Gardens）
- 思域會堂（The Civic）
- 庫珀畫廊（Cooper Gallery）
- 猎狗山（Houndhill）
- 洛基公園（Locke Park）
- 奧基威爾球場，巴恩斯利足球俱乐部的主場球場
- 溫特沃思城堡及花園（Wentworth Castle & Gardens）
- 约翰·里迪尔大廈（John Rideal House）
- 鍋子館村莊（Pot House Hamlet）
- 巴恩斯利中央辦公室（Barnsley Central Offices）
- 班士利交匯處（Barnsley Interchange）

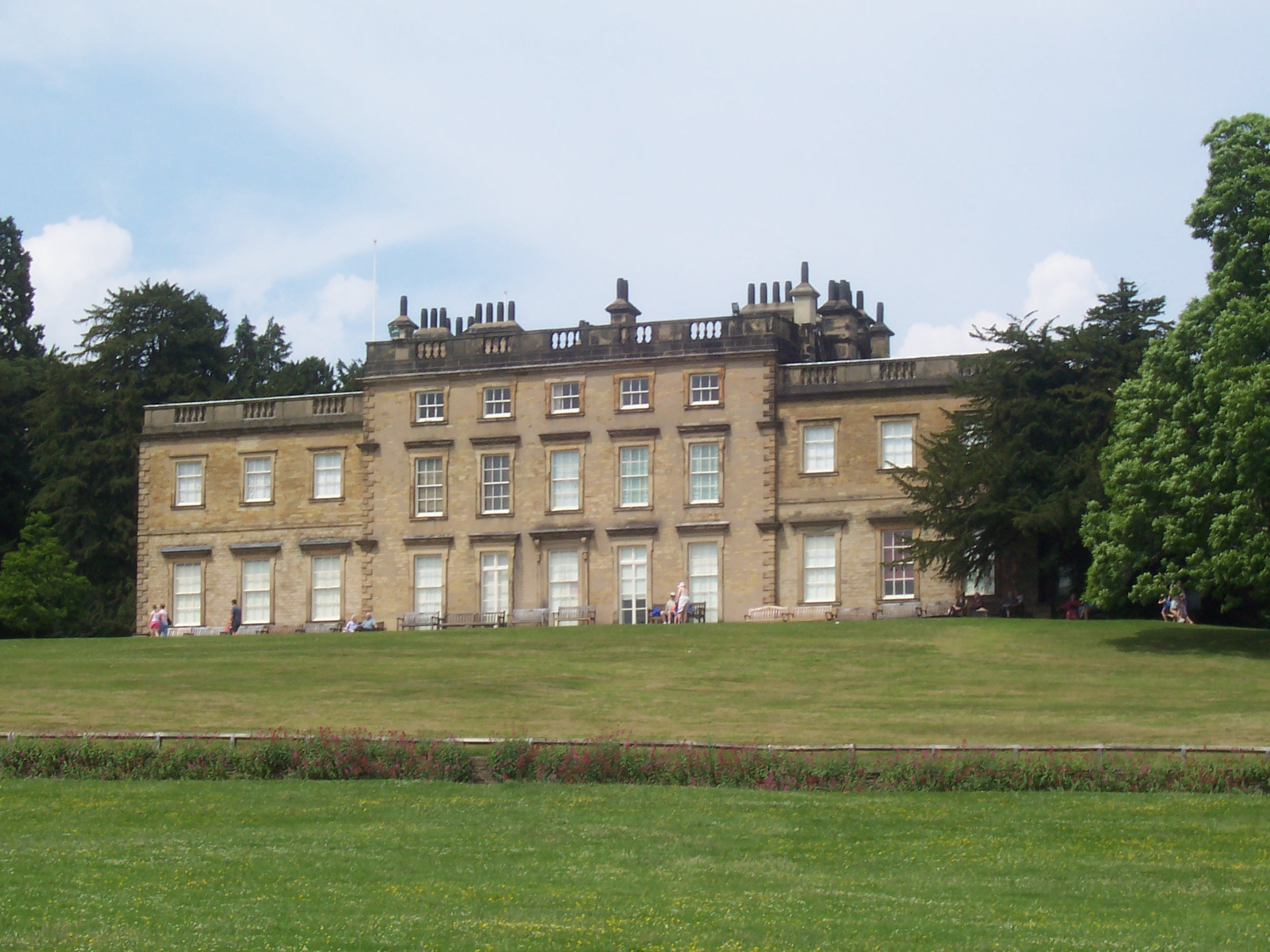
大炮會堂
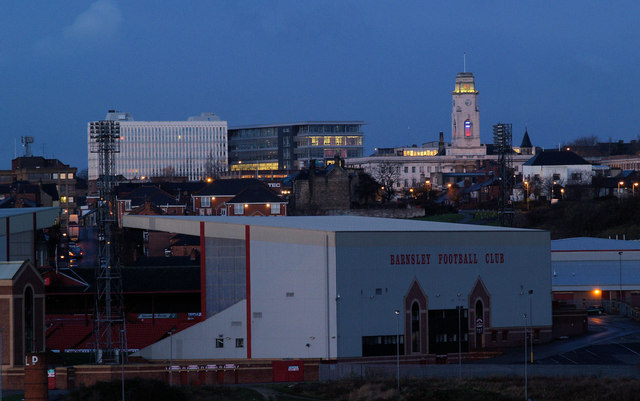
奧基威爾球場及巴恩斯利鎮會堂
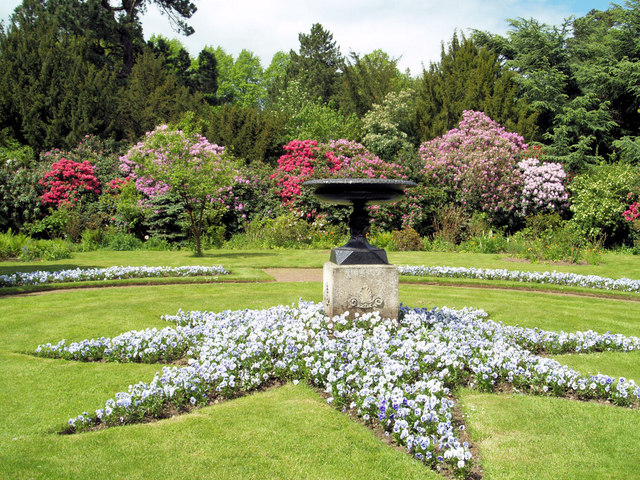
溫特沃思城堡花園
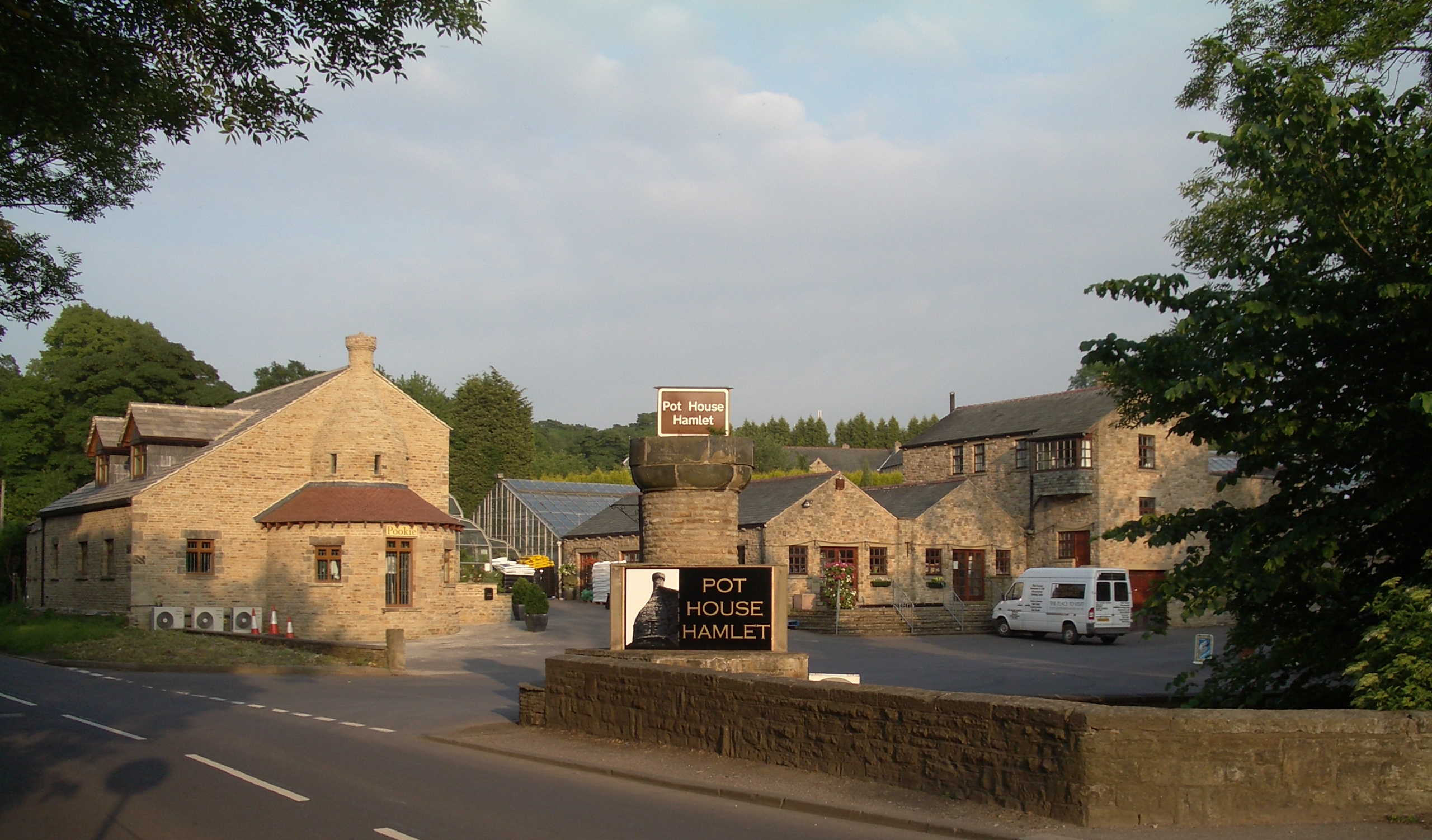
鍋子館村莊
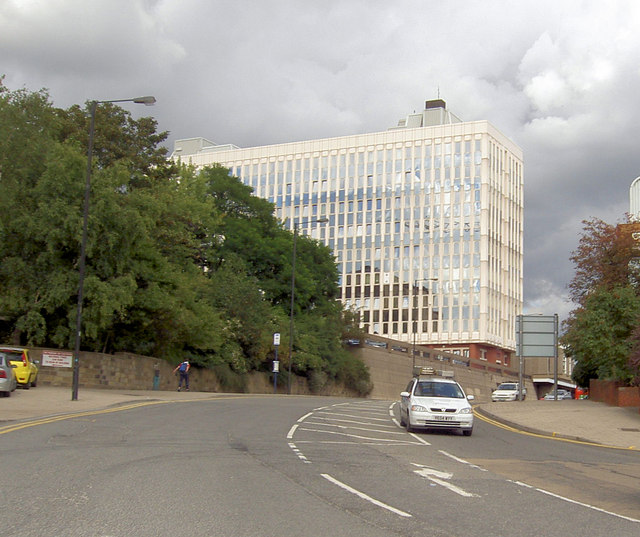
约翰·里迪尔大廈

## 交通

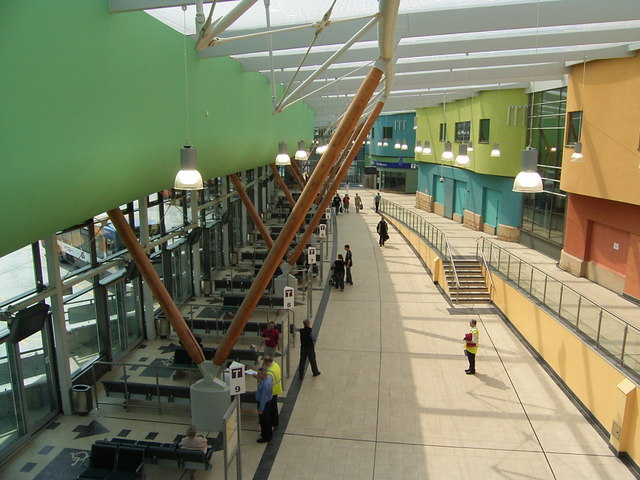
重建後的巴恩斯利交匯處內觀

巴恩斯利的主要交通樞紐是位於鎮中心，於2007年5月20日對公眾開放結合鐵路和巴士站的巴恩斯利交匯處（Barnsley Interchange）。
「約克郡捷達」（Stagecoach Yorkshire）經營大部分來往巴恩斯利交匯處之間的巴士服務。火車服務由北方鐵路（Northern Rail）提供，北行有半小時1班的特快列車前往利兹，車程約35分鐘；同時亦有途經卡斯尔福德（Castleford）的慢車服務，車程約50分鐘。每小時亦有1班經由沿途風光美麗的佩尼斯通線（Penistone Line）列車前往哈德斯菲爾德。南行每小時有4班列車前往美度賀爾（Meadowhall）和谢菲尔德，兩班停靠當地鐵路站，而另兩班則為特快列車。每小時有1班列車接續前往切斯特菲尔德（Chesterfield）和诺丁汉。傍晚和週日班次會較疏。
最接近的機場是位於唐卡斯特的唐克斯特謝菲爾羅賓漢機場（Robin Hood Airport Doncaster Sheffield），距離巴恩斯利26英里（42）。機場提供租機和有限的定期廉價航班。每小時有1班X19號直通巴士由巴恩斯利直達機場。較遠處還有更大型的機場，包括距離34英里（55）的利兹-布拉德福国际机场（Leeds Bradford International Airport）、距離43英里（69）的曼彻斯特机场和距離61英里（98）的東米德蘭斯機場（East Midlands Airport）。

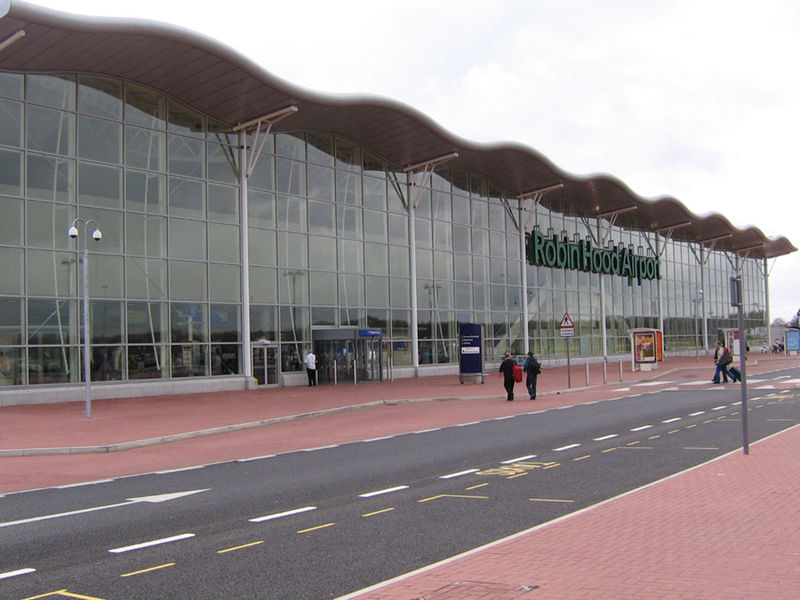
唐克斯特謝菲爾羅賓漢機場
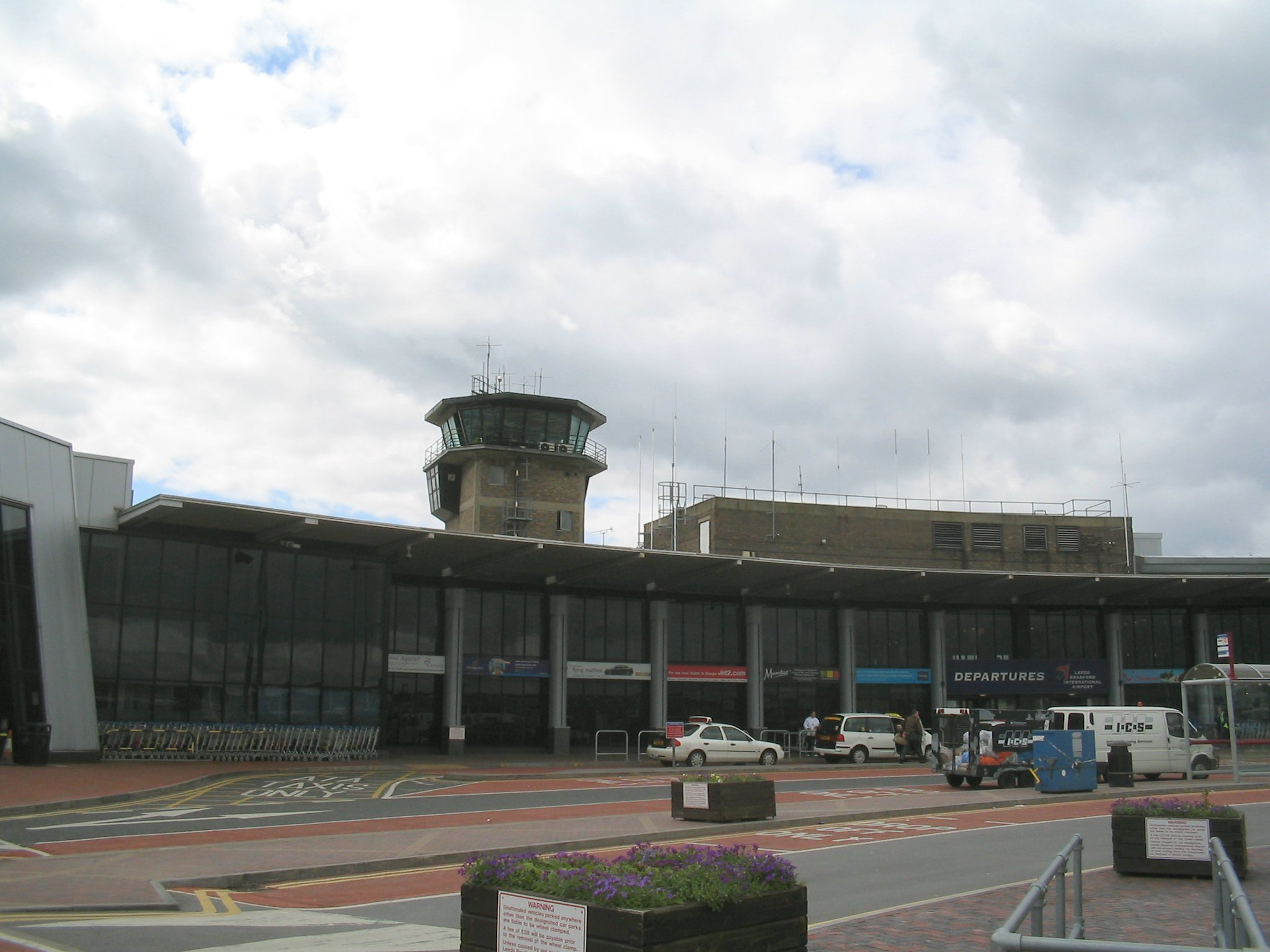
利兹-布拉德福国际机场
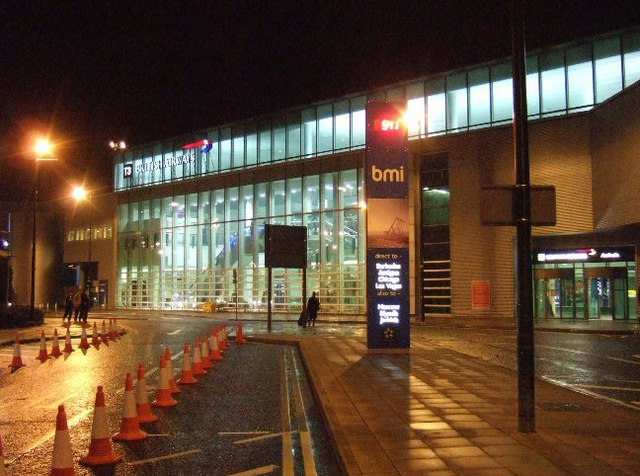
曼彻斯特机场

## 教育
「巴恩斯利學院」（Barnsley College）是一所持續進修教育機構，在鎮內設有多個校園。而哈德斯菲尔德大学亦在鎮內開設了一個稱為「巴恩斯利大學中心」（University Centre Barnsley）的校園。「巴恩斯利基督教學校」（Barnsley Christian School）是一所成立於1986年的私立收費學校。位於巴恩斯利全部14所中學將會由學院教育中心（Academy education centres）所取代，稱為「超級學校」（SuperSchools），是將同區數所學校合併而成。

## 文化
英國作家基斯·羅拔士（Chris Roberts）諷刺「小鎮」巴恩斯利是「地理上距離倫敦以北數百哩，但文化上卻相距數個時區。」
巴恩斯利是具有自豪傳統的銅管樂隊的家鄉，源自採礦社區的社交會所。位於巴恩斯利以東5哩的村莊格里姆索普（Grimethorpe）的「格里姆索普煤礦樂隊」（Grimethorpe Colliery Band）相信是全英最知名的銅管樂隊。他們為描述當地煤礦關閉的電影《Brassed Off》配樂而廣為人識，現時是倫敦皇家音樂學院的「駐地藝術家」（artist in residence）。樂隊曾在海德公园於逍遙音樂會最後一夜演奏。
被稱為「巴恩斯利詩人」（Bard of Barnsley）的伊恩·麦克米兰（Ian McMillan）在當地的報章《巴恩斯利紀事報》（Barnsley Chronicle）撰寫專欄。他最近獲提名為牛津大学的「诗歌教授」（Oxford Professor of Poetry），並經常出現在BBC第四台（BBC Radio 4）。巴恩斯利口音逐漸在年青的一代消失，但已比大部分其他的約克郡口音保持得較好。本地人稱巴恩斯利為「塔恩」（Tarn），是「鎮」（town）用巴恩斯利口音的讀音。
肯·洛區（Ken Loach）的電影《凱斯》（Kes）在巴恩斯利數條鄉村包括隆德伍德（Lundwood）和蒙克布雷顿（Monk Bretton）取景拍攝，並起用如弗雷迪·弗莱彻（Freddie Fletcher）等本地演員參演。
由於受到鄰近的谢菲尔德和曼彻斯特影響，巴恩斯利亦有自己現場演出摇滚乐和嘻哈音樂的場地，約於1997年的英伦摇滚年代達到高峰。巴恩斯利的重金属樂隊「Saxon」自1980年代成名至今仍然盛名不衰。「北極潑猴」（Arctic Monkeys）其中兩名成員在「巴恩斯利學院」（Barnsley College）修讀音樂。巴恩斯利設有多個如「Arches Live」的現場音樂表演場地。巴恩斯利曾舉辦「BOMfest」，是一個由本地及國際沒有簽約的藝人演出的夏日戶外音樂節，獲《每日电讯报》選為2009年全英夏日音樂節100強。

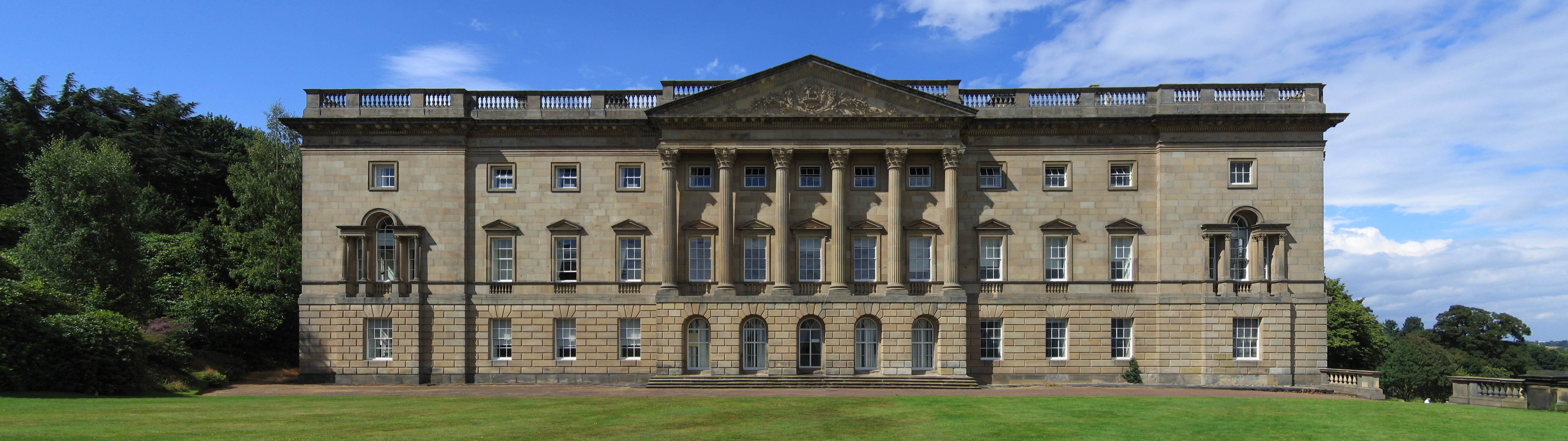
溫特沃思城堡

巴恩斯利議會負責營運3所博物館：「大炮會堂」（Cannon Hall）、「库珀畫廊」（Cooper Gallery）和「沃斯堡磨坊」（Worsbrough Mill）。透過「體驗巴恩斯利」（Experience Barnsley）活動有計畫在鎮會堂內增設第四所博物館。巴恩斯利內其他的博物館還有志願營運的「达菲尔德博物館」（Darfield Museum）和「考索恩维多利亚银禧博物館」（Cawthorne Victoria Jubilee Museum）。其他歷史遺產還包括「沃特利上鐵廠」（Wortley Top Forge）、「沃特利會堂」（Wortley Hall）、「温特沃思城堡」（Wentworth Castle）、「蒙克布雷顿修道院」遺址（Remains Monk Bretton Priory）和「锅子馆村庄」（Pot House Hamlet）。
「蜂巢畫廊」（HIVE Gallery）是位於巴恩斯利的一所當代藝術畫廊，於2007年由「創意巴恩斯利」（Creative Barnsley）和帕特里克·墨菲（Patrick Murphy）共同創辦，位於「埃尔塞卡尔文化中心」（Elsecar Heritage Centre）內。「蜂巢」每年策劃8個當代藝術展覽，由支援新進當代藝術家到國際知名的大師作品均列入展品之中。早前展出包括著名藝術家如彼得·布雷克爵士（Sir Peter Blake）和帕特里克·考尔菲尔德（Patrick Caulfield）的作品。
「灯房剧场」（Lamproom Theatre）設有4個劇團，在巴恩斯利鎮中心演出舞台剧。「學院劇場」（Academy Theatre）是「Take 2中心」（Take 2 Centre）的一部分，於2004年揭幕，演出包括喜劇、西区剧院劇目、音樂劇及傳統的「An Evening With.....」。 「Take 2中心」亦設有錄音室、設計中心、戲劇學校和音樂學校。「思域會堂」（The Civic）位於鎮中心，是一個多用途表演場地，屬於二級歷史建築，於大規模重建後在2009年3月重新揭幕，曾舉辦多個高調如棟篤笑艾爾·梅利（Al Murray）和喜劇演員罗素·霍华德（Russell Howard）的表演。「思域會堂」亦設有當代藝術畫廊，舉辦由倫敦维多利亚和阿尔伯特博物馆（V&A）和「流動畫廊」（Flow Gallery）等策劃的巡迴展覽，亦有為自家的展覽如「Little Black Dress」和「Brazil +55」舉行巡迴展覽。

## 體育

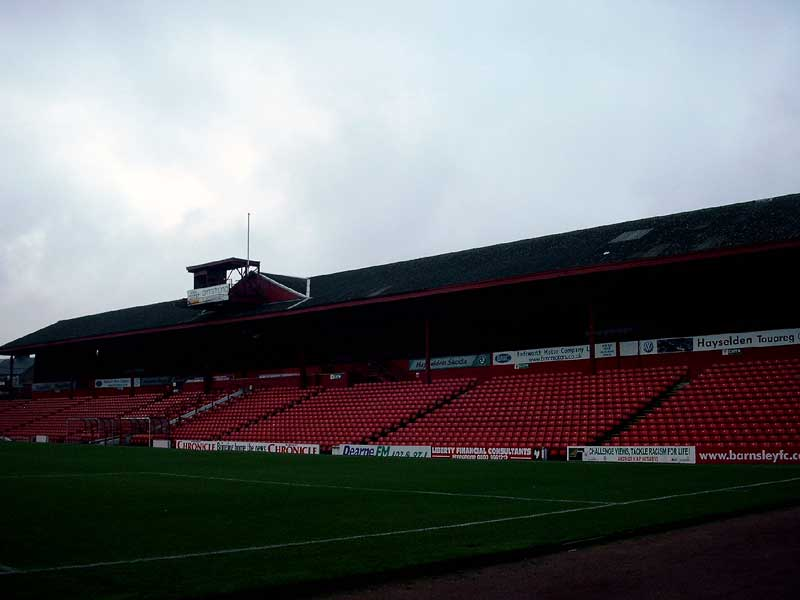
奧基威爾球場的西看台有超過100年的歷史

巴恩斯利當地的足球會巴恩斯利足球俱乐部在英格蘭足球聯賽的冠軍聯賽中角逐。其主場球場稱為奧基威爾球場，位於市中心以外的奧基威爾（Oakwell）。球會近年成績有高有低，於1990年代末期曾升班英超，但僅一季後即降班。但於2000年代初期球隊一度降班第三級聯賽，直到2006年才升班重返第二級聯賽。
沙地摩托车比賽在巴恩斯利附近一條稱為「巴恩斯利隆德伍德」（Barnsley Lundwood）的賽道舉行。賽道派出一支隊伍於1929年及1930年參加「北部聯賽」（Northern Leagues）。2009年當地成立一支稱為「巴恩斯利欖球隊」（Barnsley Rugby League）的聯盟式橄欖球隊伍，翌年更名「巴恩斯利野馬」（Barnsley Broncos）。
巴恩斯利亦舉辦高水平的羽毛球聯賽，分為三級競逐。

## 姊妹城市
巴恩斯利有兩個姊妹城市：